# Nørre Alslev Station
Nørre Alslev Station er en dansk jernbanestation i Nørre Alslev.

## Antal rejsende
Ifølge Østtællingen 2008 var udviklingen i antallet af dagligt afrejsende:
| År   | Antal |
| ---- | ----- |
| 2003 | 354   |
| 2004 | 300   |
| 2005 | 297   |
| 2006 | 311   |
| 2007 | 326   |
| 2008 | 358   |